# وست بارنز
وست بارنز (به انگلیسی: West Barns) یک روستا در بریتانیا است که در لوتیان شرقی واقع شده‌است.